# Deborah Grey
Pour les articles homonymes, voir Grey.
Deborah Cleland Grey (née le 1er juillet 1952) est une personnalité politique canadienne, ancienne députée des circonscriptions albertaine de Beaver River puis d'Edmonton-Nord, d'abord sous la bannière du Parti réformiste du Canada, puis sous celle de l'Alliance canadienne (elle quitta brièvement le caucus allianciste pour former le Caucus démocratique représentatif, avant de réintégrer le caucus allianciste) jusqu'à la création du Parti conservateur du Canada, dont elle est membre jusqu'à la fin de sa carrière politique.

## Biographie
Née à Vancouver, elle fait ses études en sociologie, en anglais et en éducation à l'Institut Biblique Burrard Inlet, au Collège Trinity Western et à l'Université de l'Alberta. Elle travaille ensuite comme enseignante dans plusieurs communautés rurales albertaines jusqu'à 1989, année où elle remporte l'élection partielle dans Beaver River, déclenchée après le décès du député progressiste-conservateur John Dahmer. Elle devient alors la première députée du Parti réformiste du Canada.
Elle demeure la seule représentante élue du parti jusqu'à l'élection fédérale de 1993, qui voit les réformistes obtenir 52 députés à la Chambre des communes. Après cette élection, elle occupe les postes de présidente du caucus et de cheffe parlementaire adjointe jusqu'en mars 2000, date à laquelle le Parti réformiste est englobé dans l'Alliance canadienne. En mars 2000, Preston Manning démissionne de son poste de Chef de l'Opposition officielle afin de faire campagne pour la chefferie de l'Alliance canadienne. Grey est alors désignée cheffe par intérim de l'Alliance et devient la première femme à occuper le poste de cheffe de l'opposition officielle. Elle demeure en poste jusqu'à ce que Stockwell Day, élu chef de l'Alliance, se fasse élire aux communes, en septembre 2000. Elle reprend alors ses postes de Présidente du caucus et Cheffe parlementaire adjointe.
Grey démissionne de ces postes le 24 avril 2001 afin de protester contre le leadership de Stockwell Day. En juillet, elle quitte le caucus de l'Alliance canadienne avec onze autres députés, dont Chuck Strahl, et créée le Caucus démocratique réformiste. En septembre suivant, le CDR forme une coalition avec le Parti progressiste-conservateur du Canada et Grey occupa le poste de Présidente du Caucus PC-CDR.
En avril 2002, à la suite de l'élection de Stephen Harper à la direction de l'Alliance, Grey retourne au sein caucus allianciste. En décembre 2003, l'Alliance et le Parti PC ratifièrent un accord pour fusionner les deux partis dans le Parti conservateur du Canada, Grey suit ce mouvement.
Lors des élections fédérales de 2004, sa circonscription est abolie et elle annonce son départ de la vie politique. Peu après son retrait, elle publie son autobiographie Never Retreat, Never Explain, Never Apologize: My Life and My Politics.
Lors des élections fédérales de 2006 elle préside la campagne de la campagne conservatrice pour l'Ouest du Canada. C'est lors de cette élection que Stephen Harper devient Premier ministre du Canada.
Grey est l'épouse de Lewis Larson, ils se sont mariés le 7 août 1993.